# 庭坂機関区
庭坂機関区（にわさかきかんく）は、奥羽本線庭坂駅の北側に隣接して所在していた、日本国有鉄道（国鉄）の機関区である。奥羽本線の開業と同時に設置された。
奥羽本線において、起点側の福島駅から米沢駅の区間には最大38 パーミル、連続33.3 パーミルの急勾配がある板谷峠が存在しており、この区間を通る列車に連結する補助機関車が多く所属している機関区であった。

## 歴史
奥羽本線の福島 - 米沢間は1894年（明治27年）7月に着工し、1899年（明治32年）5月15日に開通した。当時東北本線は私鉄の日本鉄道の路線であり、ここから分岐する形で官設鉄道の路線が建設された。福島には既に日本鉄道の機関庫があり、開通当時福島側からみて最初の駅であった庭坂駅に併設される形で庭坂機関庫が開設された。機関庫建設にこの地が選定された理由は、良質な井戸水を得ることができたからであった。当時は上水道がなく、福島駅周辺の井戸水は金気が強かった（硬質）であったためである。
シャープ・スチュアート製のB6形（2120形）の310 - 327（後に改番されて2199 - 2216）が配置され、混合列車が1日4往復運転されていた。勾配区間の運転にはカウンタープレッシャーブレーキ（空気圧搾制動）が用いられていた。
1905年（明治38年）9月14日に奥羽本線は福島 - 青森間が全通した。ちょうどこの頃、神戸工場でF1形（9150形）が製作され、550 - 559（改番され9152 - 9159）が1906年（明治39年）までに製作されて庭坂機関庫で配属された。しかし日露戦争が終結して大陸で陸軍野戦鉄道提理部が使用していたボールドウィン・ロコモティブ・ワークス製F2形（9200形）が内地に戻ってくると、このうち7両が庭坂機関庫に配置され、F1形は山北機関庫へ転属した。これにより庭坂機関庫の所属機は9200形7両、2120形6両の13両となった。

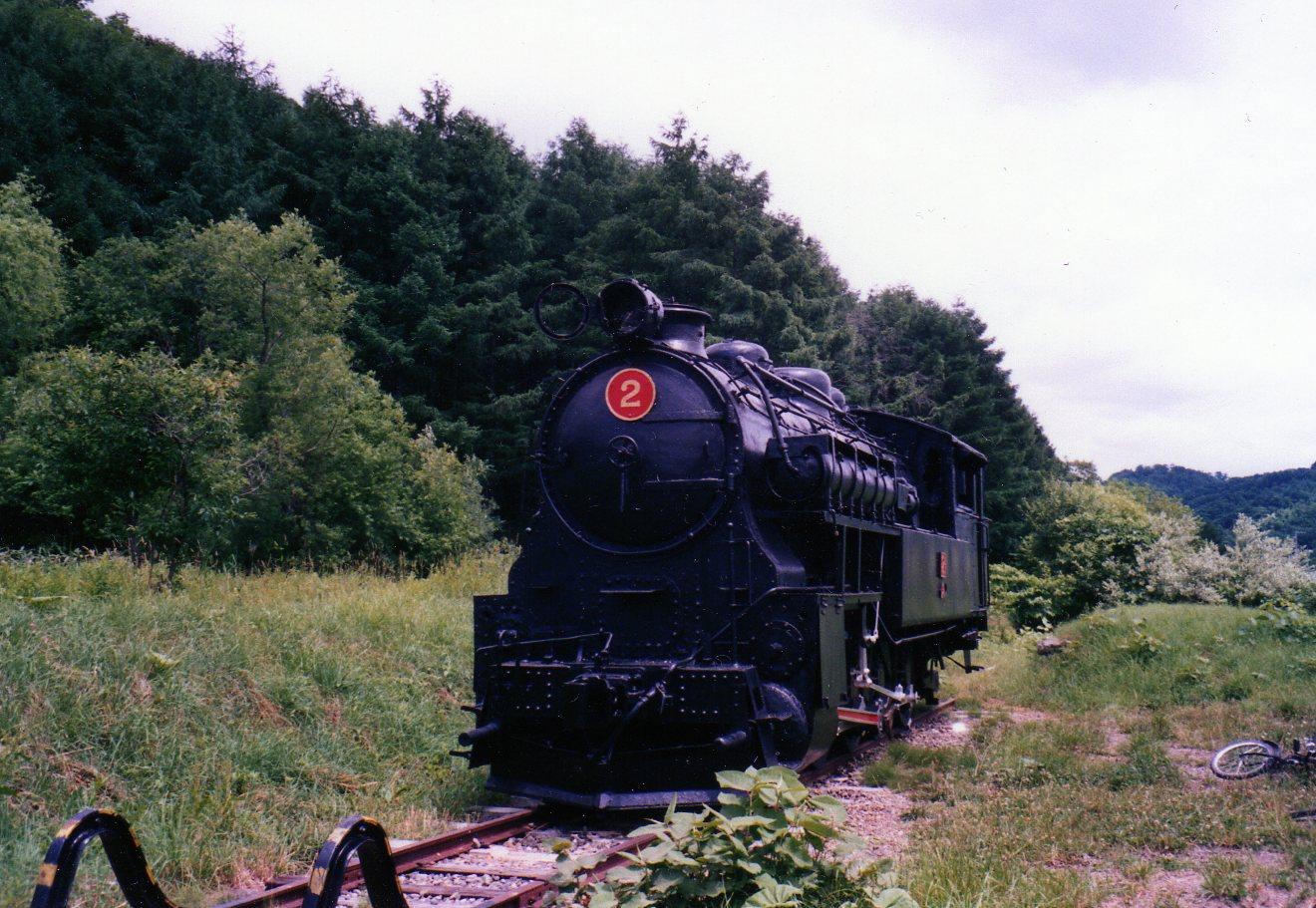
4110形蒸気機関車

1913年（大正2年）3月には、ドイツのJ.A.マッファイ社から4100形が4両輸入されて配置された。過熱式を採用したことにより燃料を節約しながら大きな出力を出すことができ、輸送力は50 パーセント向上すると共にトンネル内の煤煙などの苦労も軽減された。これを国産化した4110形も1914年（大正3年）に4116 - 4133の18両、1917年（大正6年）に4140 - 4146の7両が庭坂に配置された。これにより9200形は北海道へと転出した。これらの機関車のうち一部は米沢に分駐していた。
1924年（大正13年）には日本海側を走る羽越本線が全通し、1931年（昭和6年）には上越線も全通した。大正時代には他にも東北・奥羽線を横断する方向の路線（陸羽東線・陸羽西線・北上線・米坂線）などが開通したことから、急勾配のある板谷峠経由区間の輸送量は減少していった。こうしたことから、4100形、続いて4110形にも休車が発生するようになり、1936年（昭和11年）からは一部が廃車されるようになった。一部は岩手県の松尾鉱業鉄道へ譲渡され、さらに標準軌へ改軌されて朝鮮半島の平北鉄道へ譲渡されたものもある。
残された4110形は引き続き板谷峠で使用され続けた。太平洋戦争に際しては酷使され、老朽化が著しくなった。大戦後板谷峠の電化工事が計画されたが、連合国軍総司令部民間運輸局 (CTS) がこれを認めず、一時的な対策としてE10形が製造され、5両が庭坂に配置されて1948年（昭和23年）4月から使用を開始した。これにより4110形はさらに廃車が進行し、一部は美唄鉄道へ移籍した。1950年（昭和25年）2月までに国鉄からは4110形が全廃となった。関係者がCTSを説得したことにより電化工事が再開され、1949年（昭和24年）4月24日に直流電化で開業し、EF15形が運行されるようになってE10形は早々に他へ転属することになった。EF15形は福島第二機関区（後の福島機関区、現・福島総合運輸区）への配置となって、庭坂機関区は福島第二機関区の支区となった後に廃止となった。

## 配置車両
- 2120形
- 9150形
- 9200形
- 4100形
- 4110形
- 9600形（大戦後しばらく配置）
- E10形